# Aprilsnar
Aprilsnar er et drillende tilnavn, som bruges om dem, der efter skikken bliver narret den 1. april. I Norden kendes en tilsvarende betegnelse (majkat) om den, der lader sig narre den 1. maj.

## Oprindelse
Skikken at narre april stammer ifølge en teori fra, at man i Frankrig i 1582 indførte den kalenderreform, som afløste den julianske kalender. Man havde dog allerede 1564 med pavens velsignelse ved lov flyttet årets officielle starttidspunkt fra påske til 2. januar. Hvor nytåret således tidligere lå ved påsken – i slutningen af marts eller begyndelsen af april – kunne man narre folk ved at ønske dem godt nytår 1. april. Nogle af de franske borgere kunne ikke forliges med den nye verdensorden og holdt hårdnakket fast ved det gamle system. De blev som følge heraf drillende kaldt poissons d´avril (aprilsfisk).
Skikken ses i Nordeuropa tidligst i Tyskland i det 16. århundrede. Hvorfor man i protestantiske og anglikanske lande narrer hinanden på 1. april, også længe før disse landes overgang til gregoriansk kalender, forklarer teorien ikke.

## Medier og internettet
Nyhedsmedier følger aprilsnar-traditionen og bringer almindeligvis 1. april hver især en historie, som ikke er rigtig, ofte skrevet af en person ved navn "Ranslirpa" (aprilsnar stavet bagfra).
1. april er en af de få mærkedage, der markeres på internettet. Der er for eksempel udgivet sjove RFC-er på denne dato. Et eksempel er RFC 1149 "A Standard for the Transmission of IP Datagrams on Avian Carriers" – Internettrafik via brevduer.
Selvom internettet efterhånden har udbredt aprilsnarreriet, er der stadig lande – også i den vestlige verden – hvor skikken ikke er udbredt. Det er derfor også dårlig skik at bringe aprilsnar i medier, hvor læserne har brug for at have fuld tillid til indholdet, f.eks. internationale, faglige tidsskrifter.

## Forbud
Aprilsnarre er forbudt i Kina.